# Geneon
Geneon Entertainment Inc. (ジェネオン エンタテインメント株式会社 Jeneon Entateinmento Kabushiki-gaisha?) (tidigare känd som Pioneer Entertainment och Pioneer LDC - Pioneer LaserDisc Company), ett tidigare dotterbolag till Pioneer Corporation, är en japansk producent och distributör av anime och annan multimedieunderhållning. Företagets nordamerikanska gren är specialiserad på att översätta och distribuera anime samt relaterade produkter i västerländska områden.
Den förra organisationen, Pioneer LDC, bytte namn till dagens Geneon efter det Tokyo-baserade marknadsförings- och underhållningsföretaget Dentsus övertagande i juli 2003..
Namnet Geneon är en blandning av de engelska orden generate och eon. Trots detta uttalas namnet med hårt G i stället för J i deras egna trailers.